# Non-inscrit au Parlement européen
Les non-inscrits sont les députés du Parlement européen qui ne font pas partie d'un groupe politique.

## Dixième législature (depuis 2024)

### Non-inscrits actuels
Rejoignent les Non-inscrits en décembre 2024 les membres du Mouvement des droits et des libertés (DPS) faisant partie de l'aile Peevski (le parti s’étant scindé en deux ailes) qui ont été exclus du groupe Renew. En avril 2025, Malika Sorel quitte le groupe PfE et rejoint les Non-inscrits. 
| Pays      | Nombre | Parti national - MPE                                  | Parti européen |
| --------- | ------ | ----------------------------------------------------- | -------------- |
| Allemagne | 6      | Alliance Sahra Wagenknecht                            | aucun          |
| Allemagne | 2      | Die PARTEI                                            | aucun          |
| Allemagne | 1      | Parti du progrès                                      | aucun          |
| Bulgarie  | 2      | Mouvement des droits et des libertés - Nouveau départ | aucun          |
| Chypre    | 1      | Fidias Panayiotou                                     | aucun          |
| Espagne   | 1      | Se Acabó La Fiesta                                    | aucun          |
| Espagne   | 1      | Ensemble pour la Catalogne                            | aucun          |
| France    | 1      | Malika Sorel                                          | aucun          |
| Grèce     | 2      | Parti communiste de Grèce                             | ACE            |
| Grèce     | 1      | Mouvement démocrate patriote - Victoire               | aucun          |
| Grèce     | 1      | Cap sur la liberté                                    | aucun          |
| Pologne   | 1      | Confédération de la couronne polonaise                | aucun          |
| Roumanie  | 2      | S.O.S. Roumanie                                       | aucun          |
| Slovaquie | 5      | SMER – social-démocratie                              | PSE            |
| Slovaquie | 1      | HLAS – social-démocratie                              | PSE            |
| Tchéquie  | 1      | Parti communiste de Bohême et Moravie                 | aucun          |
| Tchéquie  | 1      | Démocrates unis - Association des indépendants        | aucun          |

### Anciens non-inscrits
| Pays      | Nombre | Parti national - MPE         | Parti européen | Note                                                                                |
| --------- | ------ | ---------------------------- | -------------- | ----------------------------------------------------------------------------------- |
| Pologne   | 2      | Mouvement national           | aucun          | A rejoint le groupe Patriotes pour l'Europe le 3 octobre 2024                       |
| Espagne   | 2      | Se Acabó La Fiesta           | aucun          | Ont rejoint le groupe Conservateurs et réformistes européens le 18 décembre 2024    |
| Slovaquie | 1      | Republika                    | aucun          | Rejoint le groupe L'Europe des nations souveraines le 22 janvier 2025               |
| Allemagne | 1      | Alternative pour l'Allemagne | aucun          | Élu au Bundestag, son successeur rejoint le groupe L'Europe des nations souveraines |

## Historique

### Première législature (1979-1984)
| Pays        | Nom français                                | Nom national                                  | Abréviation | Nombre de députés |
| ----------- | ------------------------------------------- | --------------------------------------------- | ----------- | ----------------- |
| Belgique    | Front démocratique des francophones         |                                               | FDF         | 1                 |
| Belgique    | Rassemblement wallon                        |                                               | RW          | 1                 |
| Grèce       | Parti progressiste (el)                     | Κόμμα Προοδευτικών                            | KODISO      | 1                 |
| Grèce       | Parti du socialisme démocratique (el)       | Κόμμα Δημοκρατικού Σοσιαλισμού                | KP          | 1                 |
| Grèce       | Union du centre démocratique (en)           | Ένωση Δημοκρατικού Κέντρου                    | EDIK        | 1                 |
| Italie      | Mouvement social italien – Droite nationale | Movimento sociale italiano - Destra nazionale | MSI-DN      | 4                 |
| Pays-Bas    | Démocrates 66                               | Democraten 1966                               | D66         | 2                 |
| Royaume-Uni | Parti unioniste démocrate                   | Democratic Unionist Party                     | DUP         | 1                 |

### Troisième législature (1989-1994)
| Pays        | Nom français                                                        | Nom national                                  | Abréviation | Nombre de députés |
| ----------- | ------------------------------------------------------------------- | --------------------------------------------- | ----------- | ----------------- |
| Espagne     | Gauche unie (Laura González Álvarez à partir de 1993)               | Izquierda Unida                               | IU          | 1                 |
| Espagne     | Union populaire                                                     | Herri Batasuna                                | HB          | 1                 |
| France      | Indépendant (Jean-Louis Borloo jusqu'en 1992)                       |                                               |             | 1                 |
| France      | Union pour la démocratie française (Michel Pinton à partir de 1993) |                                               |             | 1                 |
| Italie      | Mouvement social italien – Droite nationale                         | Movimento sociale italiano - Destra nazionale | MSI-DN      | 4                 |
| Italie      | Ligue lombarde                                                      | Lega Lombarda                                 | LL          | 1                 |
| Italie      | Pôle laïc                                                           | Polo Laico                                    | PL          | 1                 |
| Pays-Bas    | Parti politique réformé                                             | Staatkundig Gereformeerde Partij              | SGP         | 1                 |
| Royaume-Uni | Parti unioniste démocrate                                           | Democratic Unionist Party                     | DUP         | 1                 |

### Quatrième législature (1994-1999)
| Pays        | Nom français                                           | Nom national                               | Abréviation | Nombre de députés |
| ----------- | ------------------------------------------------------ | ------------------------------------------ | ----------- | ----------------- |
| Autriche    | Parti de la liberté d'Autriche                         | Freiheitliche Partei Österreichs           | FPÖ         | 6                 |
| Belgique    | Front national belge                                   |                                            | FN          | 1                 |
| Belgique    | Bloc flamand                                           | Vlaams Blok                                | VB          | 2                 |
| France      | Mouvement pour la France (Éric Pinel à partir de 1998) |                                            | MPF         | 1                 |
| France      | Front national                                         |                                            | FN          | 11                |
| Italie      | Ligue du Nord (à partir de 1998)                       | Lega Nord per l'indipendenza della Padania | LN          | 4                 |
| Royaume-Uni | Parti unioniste démocrate                              | Democratic Unionist Party                  | DUP         | 1                 |

### Sixième législature (2004-2009)
Il y a une vingtaine de députés non-inscrits dans la sixième législature sur un total de 732 députés élus en 2004, auxquels il faut ajouter à partir de novembre 2007, les 23 membres de l'ex-groupe Identité, tradition, souveraineté (ITS).
| Pays               | Nom français                            | Nom national                               | Abréviation | Nombre de députés |
| ------------------ | --------------------------------------- | ------------------------------------------ | ----------- | ----------------- |
| Autriche           | Liste Hans-Peter Martin                 | Liste Dr Martin                            | MARTIN      | 2                 |
| Espagne            | Solidarité basque                       | Eusko Alkartasuna                          | EA          | 1                 |
| Italie             | Ligue du Nord                           | Lega Nord per l'indipendenza della Padania |             | 4                 |
| Italie             | Nouveau PSI                             | Partito Socialista - Nuovo PSI             | NPSI        | 2                 |
| Pologne            | Autodéfense de la république de Pologne | Samoobrona Rzeczpospolitej Polskiej        | SRP         | 6                 |
| République tchèque | Démocrates indépendants                 | Nezávislí                                  |             | 1                 |
| Royaume-Uni        | Parti unioniste démocrate               | Democratic Unionist Party                  | DUP         | 1                 |

Membres du groupe ITS:
| Pays        | Nom français                      | Nom national                       | Abréviation | Nombre de députés |
| ----------- | --------------------------------- | ---------------------------------- | ----------- | ----------------- |
| Autriche    | Parti de la liberté d'Autriche    | Freiheitliche Partei Österreichs   | FPÖ         | 2                 |
| Belgique    | Intérêt flamand                   | Vlaams Belang                      | VB          | 3                 |
| Bulgarie    | Union nationale Attaque           | Natsionalen Sǎyuz Ataka            | Ataka       | 2                 |
| France      | Front national                    |                                    | FN          | 7                 |
| Italie      | Alternative sociale               | Alternativa sociale                |             | 1                 |
| Italie      | Mouvement social flamme tricolore | Movimento Sociale Fiamma tricolore | MSFT        | 1                 |
| Roumanie    | Parti de la Grande Roumanie       | Partidul România Mare              | PRM         | 6                 |
| Royaume-Uni | Indépendant                       |                                    |             | 1                 |

### Septième législature (2009-2014)
À l'exception d'un député espagnol, et des trois députés autrichiens de la liste Hans-Peter Martin, les quatre plus ou moins de centre gauche, les députés non-inscrits sont principalement issus de partis d'extrême droite, dont un indépendantiste :
| Pays        | Nom français                                                         | Nom national                                                   | Abréviation | Nombre de députés |
| ----------- | -------------------------------------------------------------------- | -------------------------------------------------------------- | ----------- | ----------------- |
| Autriche    | Parti de la liberté d'Autriche                                       | Freiheitliche Partei Österreichs                               | FPÖ         | 2                 |
| Autriche    | Liste Hans-Peter Martin                                              | Liste Dr Martin                                                | MARTIN      | 3                 |
| Belgique    | Intérêt flamand                                                      | Vlaams Belang                                                  | VB          | 2                 |
| Bulgarie    | Union nationale Attaque                                              | Nacionalno Obedinenie Ataka                                    | Ataka       | 2                 |
| Espagne     | Union, progrès et démocratie                                         | Unión Progreso y Democracia                                    | UPyD        | 1                 |
| France      | Front national                                                       |                                                                | FN          | 2                 |
| Hongrie     | Alliance des Jeunes de Droite - Mouvement pour une meilleure Hongrie | Jobboldali Ifjúsági Közösség - Jobbik Magyarországért Mozgalom | Jobbik      | 3                 |
| Pays-Bas    | Parti pour la liberté                                                | Partij voor de Vrijheid                                        | PVV         | 4                 |
| Roumanie    | Parti de la Grande Roumanie                                          | Partidul România Mare                                          | PRM         | 3                 |
| Royaume-Uni | Parti conservateur                                                   | Conservative Party                                             | CP          | 1                 |
| Royaume-Uni | Parti national britannique                                           | British National Party                                         | BNP         | 2                 |
| Royaume-Uni | Parti unioniste démocrate                                            | Democratic Unionist Party                                      | DUP         | 1                 |

### Huitième législature (2014-2019)
De 48 au début de la législature, le nombre de non-inscrits est porté à 100 lors de la dissolution provisoire du groupe Europe de la liberté et de la démocratie directe du 16 octobre au 20 octobre 2014 à la suite de la défection de la députée lettone Iveta Grigule. L'ELDD est reformée quand Robert Iwaszkiewicz (Congrès de la Nouvelle Droite, Pologne) décide de rejoindre le groupe.
Le 15 juin 2015, 35 députés non-inscrits et une ancienne députée ELDD (Janice Atkinson, exclue du UKIP) forment un nouveau groupe dénommé « Europe des nations et des libertés » autour de Marine Le Pen (FN) et Marcel de Graaff (PVV),. Le nombre de non-inscrits tombe alors à 16, puis à 15 le 25 juin 2015 à la suite de l'adhésion prévue d'Aymeric Chauprade au groupe ENL.
Après la réintégration de Juan Fernando López Aguilar au groupe S&D, le nombre de députés non-inscrits passe à 14.
Aymeric Chauprade réintègre les rangs des non-inscrits au début du mois de novembre à la suite de sa démission du FN et du groupe ENL.
Le nombre d'eurodéputés non inscrits passe à 16 le 9 mai 2016, moment où l'Italien Renato Soru se voit suspendu du groupe S&D après avoir été condamné à trois ans de prison pour fraude fiscale.
En octobre 2016, le nombre d'eurodéputés non inscrits passe à 17 à la suite du départ de Steven Woolfe du groupe ELDD. Diane James, également issue des rangs du parti UKIP, s'ajoute à eux en novembre 2016.
En décembre 2016, la députée italienne Alessandra Mussolini quitte le groupe du PPE quelques jours avant de réintégrer ce dernier.
En mars 2017, Jacek Saryusz-Wolski, député européen polonais intègre les rangs des non-inscrits.
Renato Seru réintègre le groupe S&D en mai 2017, un an après en avoir été suspendu.
Sorin Moisă, initialement membre du groupe S&D, intègre les rangs des non-inscrits en novembre 2017 durant quelques jours (du 22 au 28), avant de rejoindre le groupe du Parti populaire européen.
En février 2018, deux eurodéputés rejoignent les rangs des non-inscrits : David Borrelli, qui quitte le Mouvement 5 étoiles ainsi que le groupe parlementaire européen ELDD, selon lui pour des « raisons de santé », ainsi que Rikke Karlsson, ancienne membre du groupe des Conservateurs et réformistes européens (CRE). De plus, le 28 février 2018, Janusz Korwin-Mikke démissionne de son mandat de député européen.
Le 2 mars 2018, Laurențiu Rebega quitte le groupe Europe des nations et des libertés pour rejoindre les non-inscrits.
| Pays        | # | Parti national                                                                          | Député européen | Parti européen      |
| ----------- | - | --------------------------------------------------------------------------------------- | --- | ------------------- |
| Allemagne   | 1 | Die PARTEI                                                                              | Martin Sonneborn | aucun               |
| Allemagne   | 1 | Parti national-démocrate d'Allemagne (NPD) Nationaldemokratische Partei Deutschlands    | Udo Voigt | APL                 |
| Danemark    | 1 | Indépendant                                                                             | Rikke Karlsson (ex-DF, quitte le groupe CRE en février 2018)                                                                        | aucun               |
| France      | 1 | Rassemblement national                                                                  | Bruno Gollnisch | MENL                |
| France      | 1 | Comités Jeanne                                                                          | Jean-Marie Le Pen (ex FN) | APL                 |
| France      | 1 | Indépendante                                                                            | Sophie Montel (ex-FN, non-inscrite de 2014 à 2015, membre du groupe ENL de 2015 à 2017, membre du groupe ELDD de 2017 à 2018)       | aucun               |
| Grèce       | 3 | Aube dorée Χρυσή Αυγή, Chrysí Avgí                                                      | Georgios Epitidios | APL (jusqu'en 2017) |
| Grèce       | 3 | Aube dorée Χρυσή Αυγή, Chrysí Avgí                                                      | Lámbros Foundoúlis | APL (jusqu'en 2017) |
| Grèce       | 3 | Aube dorée Χρυσή Αυγή, Chrysí Avgí                                                      | Elefthérios Synadinós | APL (jusqu'en 2017) |
| Grèce       | 2 | Parti communiste de Grèce (KKE) Κομμουνιστικό Κόμμα Ελλάδας Kommounistikó Kómma Elládas | Konstantínos Papadákis | Initiative          |
| Grèce       | 2 | Parti communiste de Grèce (KKE) Κομμουνιστικό Κόμμα Ελλάδας Kommounistikó Kómma Elládas | Sotirios Zarianopoulos | Initiative          |
| Hongrie     | 2 | Indépendants (ex-Jobbik)                                                                | Béla Kovács |                     |
| Hongrie     | 2 | Indépendants (ex-Jobbik)                                                                | Krisztina Morvai |                     |
| Hongrie     | 1 | Jobbik Jobbik Magyarországért Mozgalom                                                  | Zoltán Balczó | AEMN                |
| Pologne     | 1 | Indépendant                                                                             | Kazimierz Michał Ujazdowski (ex-Droit et justice (PiS) , quitte le groupe des Conservateurs et réformistes européens en avril 2018) |                     |
| Pologne     | 1 | Liberté                                                                                 | Dobromir Sośnierz |                     |
| Roumanie    | 1 | Sans étiquette (élu avec le Parti social-démocrate)                                     | Cătălin-Sorin Ivan (Membre du groupe S&D jusqu'en septembre 2018)                                                                   | aucun               |
| Royaume-Uni | 1 | Parti unioniste démocrate (DUP) Democratic Unionist Party                               | Diane Dodds | aucun               |
| Royaume-Uni | 1 | UKIP                                                                                    | Mike Hookem |                     |
| Royaume-Uni | 1 | Indépendant                                                                             | Steven Woolfe (ex-UKIP, membre du groupe ELDD de juillet 2014 à octobre 2016)                                                       |                     |

| Pays      | #  | Parti national                                                             | Député européen | Parti européen |
| --------- | -- | -------------------------------------------------------------------------- | --- | -------------- |
| Allemagne | 1  | Alternative pour l'Allemagne (AfD)                                         | Marcus Pretzell (quitte le groupe CRE en avril 2016, et rejoint l'ENL en mai 2016) | aucun          |
| Autriche  | 4  | Parti de la liberté d'Autriche (FPÖ) Freiheitliche Partei Österreichs      | Barbara Kappel (jusqu'au 14 juin 2015, puis membre du groupe ENL) | AEL / MENL     |
| Autriche  | 4  | Parti de la liberté d'Autriche (FPÖ) Freiheitliche Partei Österreichs      | Georg Mayer (jusqu'au 14 juin 2015, puis membre du groupe ENL) | AEL / MENL     |
| Autriche  | 4  | Parti de la liberté d'Autriche (FPÖ) Freiheitliche Partei Österreichs      | Franz Obermayr (jusqu'au 14 juin 2015, puis membre du groupe ENL) | AEL / MENL     |
| Autriche  | 4  | Parti de la liberté d'Autriche (FPÖ) Freiheitliche Partei Österreichs      | Harald Vilimsky (jusqu'au 14 juin 2015, puis membre du groupe ENL) | AEL / MENL     |
| Belgique  | 1  | Vlaams Belang                                                              | Gerolf Annemans (jusqu'au 14 juin 2015, puis membre du groupe ENL) | AEL / MENL     |
| Espagne   | 1  | Parti socialiste ouvrier espagnol (PSOE) Partido Socialista Obrero Español | Juan Fernando López Aguilar (du 15 avril au 22 juillet 2015, suspendu du groupe S&D à la suite d'allégations de violence domestique,)                                                                      | PSE            |
| France    | 18 | Front national (FN)                                                        | Louis Aliot (jusqu'au 14 juin 2015, puis membre du groupe ENL) | AEL / MENL     |
| France    | 18 | Front national (FN)                                                        | Marie-Christine Arnautu (jusqu'au 14 juin 2015, puis membre du groupe ENL) | AEL / MENL     |
| France    | 18 | Front national (FN)                                                        | Nicolas Bay (jusqu'au 14 juin 2015, puis membre du groupe ENL) | AEL / MENL     |
| France    | 18 | Front national (FN)                                                        | Dominique Bilde (jusqu'au 14 juin 2015, puis membre du groupe ENL) | AEL / MENL     |
| France    | 18 | Front national (FN)                                                        | Marie-Christine Boutonnet (jusqu'au 14 juin 2015, puis membre du groupe ENL) | AEL / MENL     |
| France    | 18 | Front national (FN)                                                        | Steeve Briois (jusqu'au 14 juin 2015, puis membre du groupe ENL) | AEL / MENL     |
| France    | 18 | Front national (FN)                                                        | Édouard Ferrand (jusqu'au 14 juin 2015, puis membre du groupe ENL) | AEL / MENL     |
| France    | 18 | Front national (FN)                                                        | Sylvie Goddyn (jusqu'au 14 juin 2015, puis membre du groupe ENL) | AEL / MENL     |
| France    | 18 | Front national (FN)                                                        | Jean-François Jalkh (jusqu'au 14 juin 2015, puis membre du groupe ENL) | AEL / MENL     |
| France    | 18 | Front national (FN)                                                        | Marine Le Pen (jusqu'au 14 juin 2015, puis membre du groupe ENL) | AEL / MENL     |
| France    | 18 | Front national (FN)                                                        | Philippe Loiseau (jusqu'au 14 juin 2015, puis membre du groupe ENL ; En remplacement de Jeanne Pothain, qui démissionne sans siéger,)                                                                      | AEL / MENL     |
| France    | 18 | Front national (FN)                                                        | Dominique Martin (jusqu'au 14 juin 2015, puis membre du groupe ENL) | AEL / MENL     |
| France    | 18 | Front national (FN)                                                        | Joëlle Mélin (jusqu'au 14 juin 2015, puis membre du groupe ENL) | AEL / MENL     |
| France    | 18 | Front national (FN)                                                        | Bernard Monot (jusqu'au 14 juin 2015, puis membre du groupe ENL) | AEL / MENL     |
| France    | 18 | Front national (FN)                                                        | Sophie Montel (jusqu'au 14 juin 2015, puis membre du groupe ENL) | AEL / MENL     |
| France    | 18 | Front national (FN)                                                        | Mireille d'Ornano (jusqu'au 14 juin 2015, puis membre du groupe ENL) | AEL / MENL     |
| France    | 18 | Front national (FN)                                                        | Florian Philippot (jusqu'au 14 juin 2015, puis membre du groupe ENL) | AEL / MENL     |
| France    | 18 | Front national (FN)                                                        | Mylène Troszczynski (jusqu'au 14 juin 2015, puis membre du groupe ENL) | AEL / MENL     |
| France    | 2  | Rassemblement bleu Marine (RBM)                                            | Gilles Lebreton (jusqu'au 14 juin 2015, puis membre du groupe ENL) | AEL / MENL     |
| France    | 2  | Rassemblement bleu Marine (RBM)                                            | Jean-Luc Schaffhauser (jusqu'au 14 juin 2015, puis membre du groupe ENL) | AEL / MENL     |
| Italie    | 5  | Ligue du Nord Lega Nord                                                    | Mara Bizzotto (jusqu'au 14 juin 2015, puis membre du groupe ENL) | AEL / MENL     |
| Italie    | 5  | Ligue du Nord Lega Nord                                                    | Mario Borghezio (jusqu'au 14 juin 2015, puis membre du groupe ENL) | AEL / MENL     |
| Italie    | 5  | Ligue du Nord Lega Nord                                                    | Gianluca Buonanno (jusqu'au 14 juin 2015, puis membre du groupe ENL) | AEL / MENL     |
| Italie    | 5  | Ligue du Nord Lega Nord                                                    | Lorenzo Fontana (jusqu'au 14 juin 2015, puis membre du groupe ENL ; remplace le 11 juillet 2014 Flavio Tosi, qui démissionne pour rester maire de Vérone)                                                  | AEL / MENL     |
| Italie    | 5  | Ligue du Nord Lega Nord                                                    | Matteo Salvini (jusqu'au 14 juin 2015, puis membre du groupe ENL) | AEL / MENL     |
| Italie    | 1  | Forza Italia (PI) Forza Italia                                             | Alessandra Mussolini (membre du groupe PPE depuis juillet 2014, non inscrite pendant quelques jours en décembre 2016)                                                                                      |                |
| Italie    | 1  | Parti démocrate (PD) Partito democratico                                   | Renato Soru (suspendu du groupe S&D au début du mois de mai 2016 après avoir été condamné à trois ans de prison pour fraude fiscale, il réintègre le groupe en mai 2017 après avoir été acquitté en appel) |                |
| Italie    | 1  | Indépendant                                                                | David Borrelli (quitte le Mouvement 5 étoiles et le groupe ELDD en février 2018. Il rejoint les rangs de l'ADLE en avril 2019)                                                                             | aucun          |
| Lettonie  | 1  | Union des verts et des paysans Zaļo un Zemnieku savienība                  | Iveta Grigule (entre le 16 octobre 2014 et le 27 avril 2015, puis membre du groupe ADLE) | aucun          |
| Pays-Bas  | 4  | Parti pour la liberté (PVV) Partij voor de Vrijheid                        | Marcel de Graaff (jusqu'au 14 juin 2015, puis membre du groupe ENL) | AEL            |
| Pays-Bas  | 4  | Parti pour la liberté (PVV) Partij voor de Vrijheid                        | Auke Zijlstra (du 1er au 7 septembre 2015) Hans Jansen, décédé le 5 mai 2015. Geert Wilders, qui démissionne avant de siéger le 1er juillet 2014.                                                          | AEL            |
| Pays-Bas  | 4  | Parti pour la liberté (PVV) Partij voor de Vrijheid                        | Vicky Maeijer (jusqu'au 14 juin 2015, puis membre du groupe ENL) | AEL            |
| Pays-Bas  | 4  | Parti pour la liberté (PVV) Partij voor de Vrijheid                        | Olaf Stuger (jusqu'au 14 juin 2015, puis membre du groupe ENL) | AEL            |
| Pologne   | 5  | Congrès de la Nouvelle Droite (KNP) Kongres Nowej Prawicy                  | Robert Iwaszkiewicz (jusqu'au 20 octobre 2014, puis membre du groupe ELDD ; quitte plus tard le KNP pour le KORWiN)                                                                                        | aucun          |
| Pologne   | 5  | Congrès de la Nouvelle Droite (KNP) Kongres Nowej Prawicy                  | Michał Marusik (jusqu'au 14 juin 2015, puis membre du groupe ENL) | aucun          |
| Pologne   | 5  | Congrès de la Nouvelle Droite (KNP) Kongres Nowej Prawicy                  | Stanisław Żółtek (jusqu'au 14 juin 2015, puis membre du groupe ENL) | aucun          |
| Pologne   | 5  | Liberté Wolność                                                            | Janusz Korwin-Mikke (quitte le KNP en mars 2015 pour fonder le KORWiN, démissionne de son mandat européen le 28 février 2018)                                                                              | aucun          |
| Pologne   | 5  | Indépendant                                                                | Jacek Saryusz-Wolski (ex-PO) | aucun          |
| Roumanie  | 1  | Indépendant                                                                | Sorin Moisă (ex-PSD, membre du groupe S&D jusqu'en novembre 2017. Il intègre le groupe du Parti populaire européen le 29 novembre 2017 après avoir siégé pendant quelques jours parmi les non-inscrits)    | aucun          |

### Neuvième législature (2019-2024)
Au début de la législature, le nombre de députés non-inscrits est de 26. Ce nombre élevé s'explique par la disparition du groupe ELDD, dont les élus du Mouvement 5 étoiles faisaient partie.
En  janvier 2020, Martin Buschmann du Parti de protection des animaux quitte le groupe GUE/NGL pour rejoindre les bancs des non-inscrits.
| Pays      | Nombre | Parti national - MPE            | Parti européen |
| --------- | ------ | ------------------------------- | -------------- |
| Allemagne | 1      | Die PARTEI                      | aucun          |
| Allemagne | 9      | Alternative pour l'Allemagne    | aucun          |
| Allemagne | 1      | Martin Buschmann                | aucun          |
| Allemagne | 1      | Jörg Meuthen                    | aucun          |
| Croatie   | 1      | La Clé de la Croatie            | aucun          |
| Croatie   | 1      | Mislav Kolakušić                | aucun          |
| Espagne   | 3      | Ensemble pour la Catalogne      | aucun          |
| France    | 1      | Gilbert Collard                 | aucun          |
| France    | 1      | Hervé Juvin                     | aucun          |
| France    | 1      | Maxette Pirbakas                | aucun          |
| France    | 1      | Jérôme Rivière                  | aucun          |
| Grèce     | 2      | Parti communiste de Grèce       | INITIATIVE     |
| Grèce     | 2      | Conscience populaire nationale  | APL            |
| Hongrie   | 12     | Fidesz                          | aucun          |
| Hongrie   | 1      | Jobbik                          | aucun          |
| Italie    | 8      | Mouvement 5 étoiles             | aucun          |
| Italie    | 1      | Francesca Donato                | aucun          |
| Lituanie  | 1      | Parti du travail                | aucun          |
| Slovaquie | 2      | Parti populaire Notre Slovaquie | APL            |

| Pays        | Nombre | Parti national            | Député européen   | Parti européen |
| ----------- | ------ | ------------------------- | ----------------- | -------------- |
| Royaume-Uni | 31     | Parti du Brexit           |                   | aucun          |
| Royaume-Uni | 1      | Parti unioniste démocrate |                   | aucun          |
| Italie      | 6      | Mouvement 5 étoiles       |                   | aucun          |
| Italie      | 1      | Sud in Tesla              | Andrea Caroppo    | aucun          |
| Italie      | 1      | Indépendant               | Luisa Regimenti   | aucun          |
| Italie      | 1      | Indépendant               | Lucia Vuolo       | aucun          |
| Allemagne   | 1      | Indépendant               | Lars Patrick Berg | aucun          |
| Pays-Bas    | 1      | Meer Directe Democratie   |                   | aucun          |